# Gilbert R. Hill
Pour les articles homonymes, voir Hill.
Gilbert Roland Hill dit Gil Hill, né le 5 novembre 1931 à Birmingham (Alabama) et mort le 29 février 2016 à Détroit (Michigan), est un policier, acteur et homme politique américain.

## Biographie
Gilbert R. Hill est policier à Détroit, puis connu du grand public en tant qu'acteur dans la saga du Flic de Beverly Hills où il incarne l'inspecteur-chef Todd.
Il est élu président du conseil municipal de Détroit (en) en 1989 et est candidat à la mairie de Detroit en 2001.

## Filmographie
Sauf indication contraire, les informations mentionnées dans cette section peuvent être confirmées par la base de données cinématographiques IMDb,  présente dans la section « Liens externes ».
- 1984 : Le Flic de Beverly Hills (Beverly Hills Cop) de Martin Brest : inspecteur Douglas Todd
- 1987 : Le Flic de Beverly Hills 2 (Beverly Hills Cop II) de Tony Scott : inspecteur Douglas Todd
- 1994 : Le Flic de Beverly Hills 3 (Beverly Hills Cop III) de John Landis : inspecteur Douglas Todd